# Jonuta
Jonuta es una ciudad localizada en la margen derecha del río Usumacinta, cabecera del municipio homónimo de Jonuta en el estado mexicano de Tabasco, en la región del río Usumacinta y en la subregión de los pantanos. 
Contaba con una población de 7,387 habitantes en 2020 lo que la hace la segunda cabecera municipal menos poblada del estado.

## Toponimia
Existen dos aseveraciones, una indica que su nombre proviene de los vocablos mayas "Jo-no(jo)ch-taat" o "Jo-No(jo)ch-Dzú-Taat", que significan “lugar de los cinco grandes señores”, y hacen referencia a que debido a la importancia comercial de esta población, cada cierto tiempo se reunían aquí cinco importantes gobernantes mayas de ciudades de la región.
La otra indica que su nombre proviene del vocablo náhuatl Shono-tla, en donde Shono = jonote (cierta planta) y tla = terminación toponímica, que significa "en donde abundan los jonotes".

## Historia

### Época prehispánica
La población maya chontal de Honochtah, fue un importante centro comercial, ya que ahí convergían las rutas comerciales entre el puerto de Xicalango y el señorío de Acalán (en las tierras del hoy municipio tabasqueño de Balancán). En efecto, del siglo VIII al XIII, Honochtah fue un importante centro manufacturero de cerámica, la gran calidad de sus productos (vasos, cajetes, platos y figurillas de barro) había alentado su exportación a toda la región maya e incluso a los lugares más distantes de Mesoamérica.

### Época colonial
De acuerdo a las investigaciones realizadas por los arqueólogos Lorenzo Ochoa y Alma Rosa Espinosa, publicadas por el gobierno del estado de Tabasco en 1987 bajo el título de "Guía arqueológica del museo de Jonuta y notas históricas de la región", en 1579, por razones estratégicas, los españoles decidieron reubicar la población de Xicalango, puerto comercial de gran importancia ubicado en las costas del Golfo de México (entre los actuales estados de Tabasco y Campeche). Por instrucciones del entonces Alcalde Mayor de Tabasco Alonso Gómez de Sotomayor, y debido a los ataques piratas, los habitantes de Xicalango fueron trasladados a Honochtah, (la que fue rebautizada con la pronunciación española de Xonuta), una población chontal en las márgenes del río Usumacinta que para entonces ya había visto pasar sus años de esplendor, pero era visto por los españoles como un sitio seguro y estratégico para el comercio entre la costa y el interior.
Cuando los españoles y xicalangas llegaron a Xonuta, las grandes construcciones (cuyos) se encontraban sepultadas, y los restos de cerámica eran mudos testigos de la magnificencia pasada.
En el año de 1582, se instaló en Jonuta la "Visita Parroquial" que daba servicio a la región de los Ríos, incluyendo a las poblaciones de Macuspana y Tepetitán, y como nunca fue encomienda, tributaba directamente a la corona. 

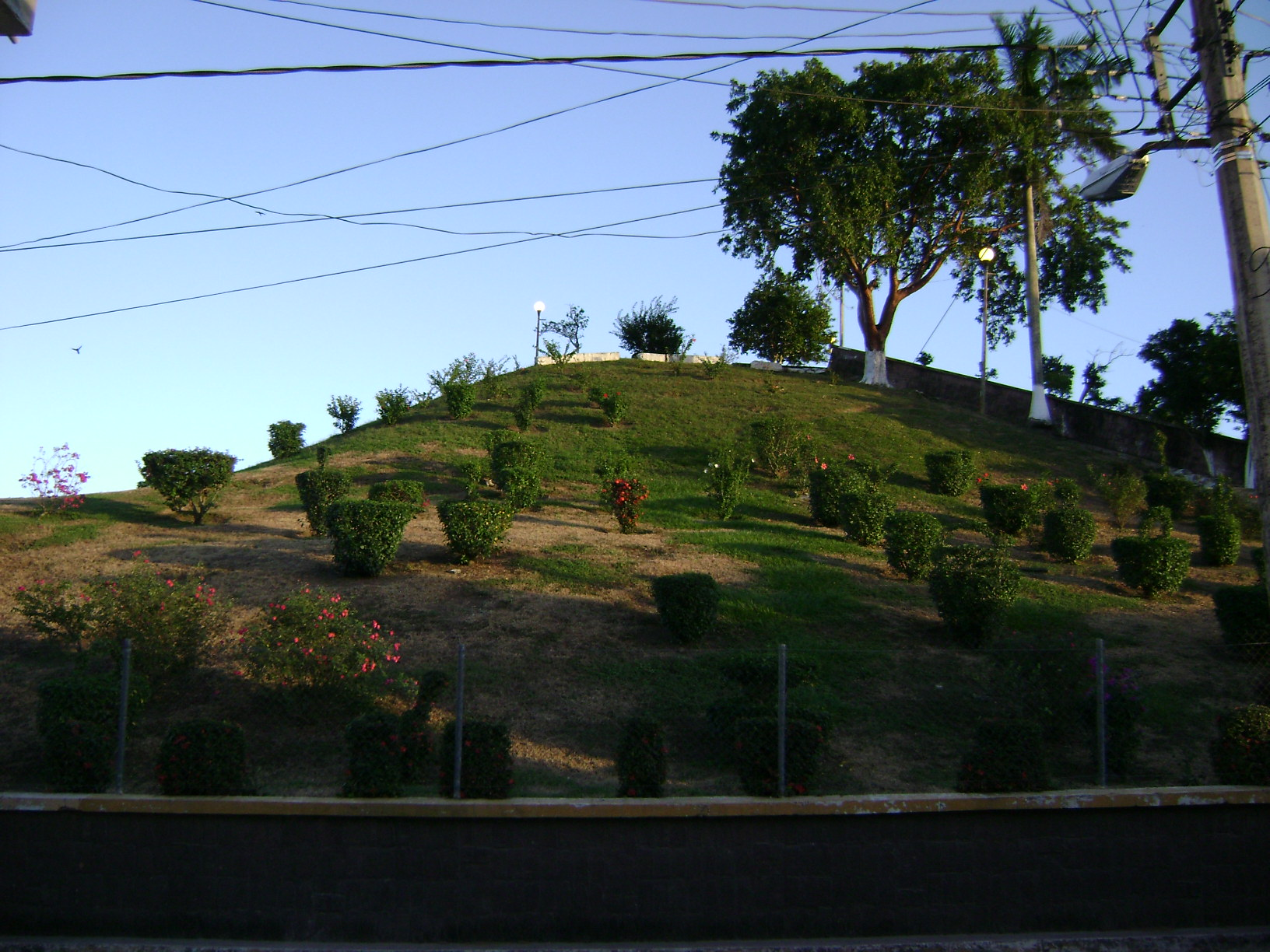
Pirámide de arcilla llamada "El Cuyo" localizada en el centro de la ciudad de Jonuta, y que perteneció a la ciudad maya de Xonuta.

En 1599, la representación eclesiástica pasó a Usumacinta (poblado en la municipalidad de Tenosique), pero en 1639 Jonuta es designado centro parroquial. En 1767 pasó a depender de la "Visita Parroquial" de Palizada y en 1790 se construyó la iglesia del poblado.
Debido principalmente al aislamiento en que se encontraba la población, en 1660, piratas ingleses se apoderan por primera ocasión de esta población, saqueándola y provocando la huida de los habitantes.
En el año de 1716 se presenta otra fuerte invasión de piratas ingleses, quienes saquean e incendian la población, provocando nuevamente la huida de los habitantes hacia poblaciones vecinas. Ese mismo año, las autoridades de la provincia autorizan la instalación del vigía en Amatitán, con la intención de dar aviso a los habitantes de Jonuta en caso de un ataque pirata.
Los continuos ataques piratas así como una plaga de lagostas que azotó la región en 1767, provocaron que para 1784 Jonuta solamente contaba con 131 vecinos distribuidos en 25 casas. Por lo que en 1770 siendo Alcalde Mayor de Tabasco Pedro Dufan Maldonado intentó desaparecer definitivamente el poblado; el pretexto fue trasladar a los pobladores a Tepetitán, lugar a donde se habían ido a refugiar algunos durante los ataques piratas y el azote de las langostas. Sin embargo, los habitantes se negaron a abandonar la población.
Sin embargo, aunque la medida de despoblamiento no tuvo efecto, la decadencia y el aislamiento impidieron el desarrollo de la pequeña población sumiéndola en la marginación y el abandono durante toda la época colonial.
Fue hasta 1785 en que por fin fue abierta una ruta terrestre para comunicar a la población de Jonuta con la capital del estado pasando por Tepetitán y Macuspana, y ese mismo año el gobierno colonial autorizó al pueblo a elegir a sus autoridades; don José de León fue el primero en recibir el bastón de mando. Sin embargo, esas obras sirvieron de muy poco para rescatar al poblado del atraso y abandono.

### Época independiente
El 5 de febrero de 1825 se crea el partido de Jonuta dependiendo del departamento de La Capital, y se nombra a la villa de Jonuta como cabecera de partido.
El 2 de julio de 1832, durante la Primera invasión de los Chenes, tropas campechanas, al mando de Juan Bautista Requena, atacan y toman Jonuta donde quedan destacamentados. Las tropas fueron enviadas por el gobernador de Yucatán, José Segundo Carvajal, con el fin de restaurar el régimen bustamantista en Tabasco.

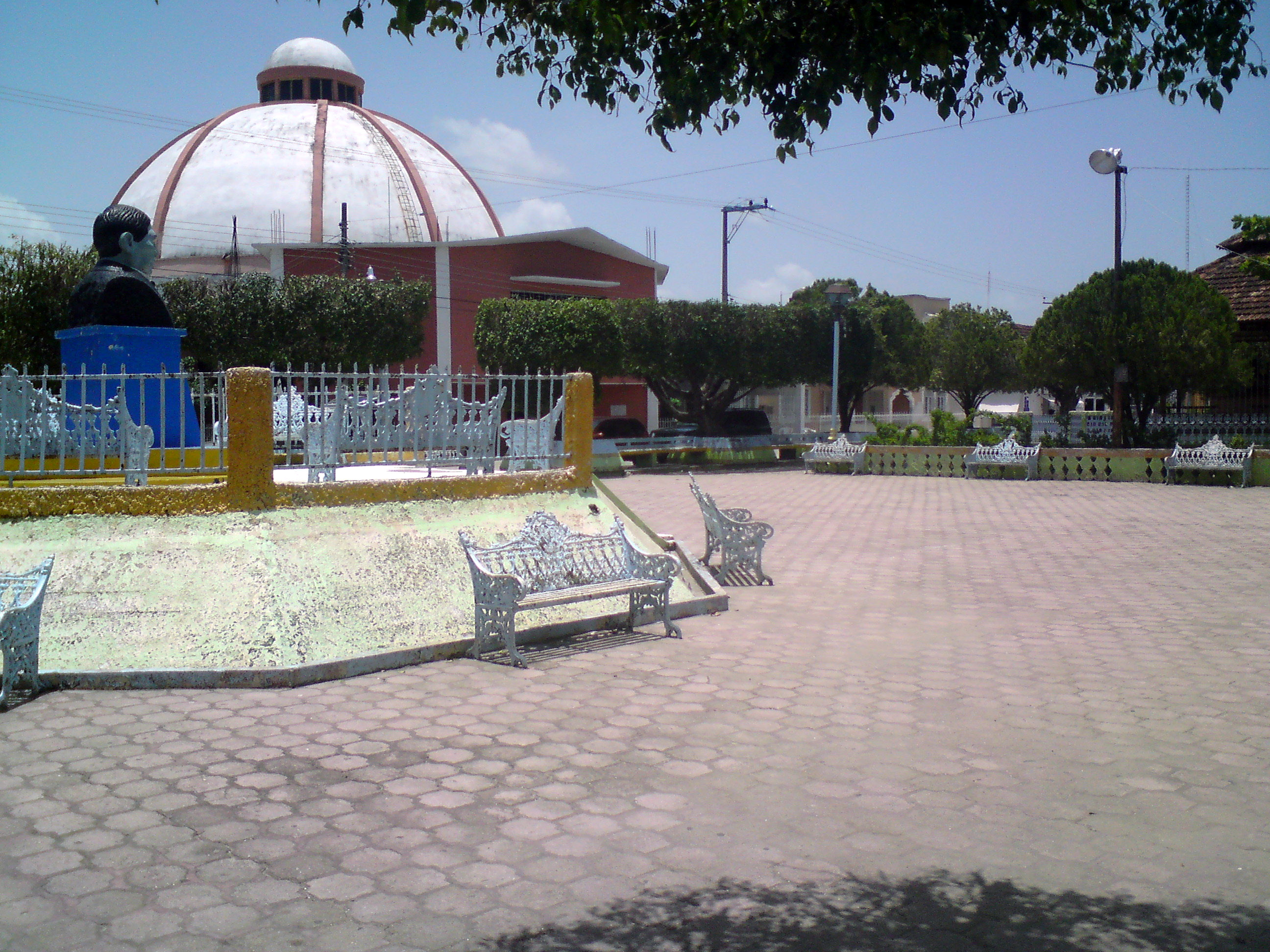
Parque principal de la ciudad de Jonuta, al fondo se aprecia la cúpula de la iglesia.

#### Cuna de la Revolución federalista
En el año de 1837 gobernaba Tabasco, el general centralista José Ignacio Gutiérrez, quien había sido nombrado Gobernador por el presidente Anastasio Bustamante. Gutiérrez gobernó con mano dura y persiguió a sus enemigos políticos, lo que provocó el descontento de la población y el alzamiento militar de los federalistas. 
A finales de 1839 al grito de "Federación o muerte" se inicia en la villa de Jonuta la llamada Revolución federalista con el alzamiento de los hermanos Fernando Nicolás, Pánfilo, Pomposo, Eulalio y José María Maldonado, quienes después de tomar la villa, tomaron Tepetitán en febrero de 1840, y con el apoyo de políticos de renombre en el estado como Agustín Ruíz de la Peña, Justo Santa Anna y Salvador Calcaneo, se dirigieron a la villa de Macuspana la cual tomaron y en donde levantaron un acta titulada Base Primaria y Programática Federalista. Posteriormente, el movimiento se extendió a todo el Departamento de Tabasco, y culminó con la capitulación del General Gutiérrez en noviembre de 1840.

#### Anexión alterritorio del Carmen
El 15 de julio de 1854, siendo presidente de la república, general Antonio López de Santa Anna, decreta la creación del territorio del Carmen en el que se incluyen los pueblos de Balancán y Jonuta, así como parte del territorio de los mismos y de los actuales municipios de Tenosique y Montecristo (hoy Emiliano Zapata), quitándoselos al estado de Tabasco. Sin embargo, y gracias a las protestas de las autoridades tabasqueñas y yucatecas, en 1858, se decreta la desaparición del territorio del Carmen, con lo que Tabasco y Yucatán recuperaron sus respectivos territorios.

#### Intervención francesa
El 15 de marzo de 1863 tropas intervencionístas francesas toman la villa de Jonuta e instalan ahí su campamento para bloquear las rutas de abastecimiento hacia la capital del estado, y aunque fueron derrotados y expulsados de la capital San Juan Bautista el 27 de febrero de 1864, todavía permanecieron en Jonuta varios años más.
El 22 de diciembre de 1863, se registró en Jonuta un enfrentamiento armado entre valientes y patriotas soldados republicanos y simpatizantes del régimen franco traidor, pero no se logra recuperar la población que continúa en poder de los intervencionistas franceses. 
Es hasta el 17 de abril de 1864 cuando se libra en Jonuta otro fuerte y definitivo combate entre fuerzas republicanas tabasqueñas y tropas franco traidoras, logrando recuperar la ciudad expulsando a los invasores franceses de Jonuta y Palizada. Sin embargo, el 10 de agosto, tropas imperialistas franco-traidoras ocupan de nuevo Palizada, provocando que los republicanos se replieguen a Jonuta.
El 1 de abril de 1865, la población de Jonuta es atacada por un cañonero imperialista francés, pero las tropas son rechazados por las fuerzas republicanas tabasqueñas.
El 1 de mayo de 1865, la villa de Palizada, Campeche, se une voluntariamente a Tabasco y el coronel Gregorio Méndez instruye al teniente coronel Lorenzo Prats, destacamentado en la villa de Jonuta, para que preste auxilio militar y oportuno a los habitantes de Palizada.
El 5 de junio de 1865, tropas imperialistas derrotan a los republicanos Lorenzo Prats y Mateo Pimienta en Palizada; los vencidos se refugian en Tepetitán dejando sin defensa la villa de Jonuta, la cual cae de nuevo en manos de los imperialistas franceses el 6 de junio.

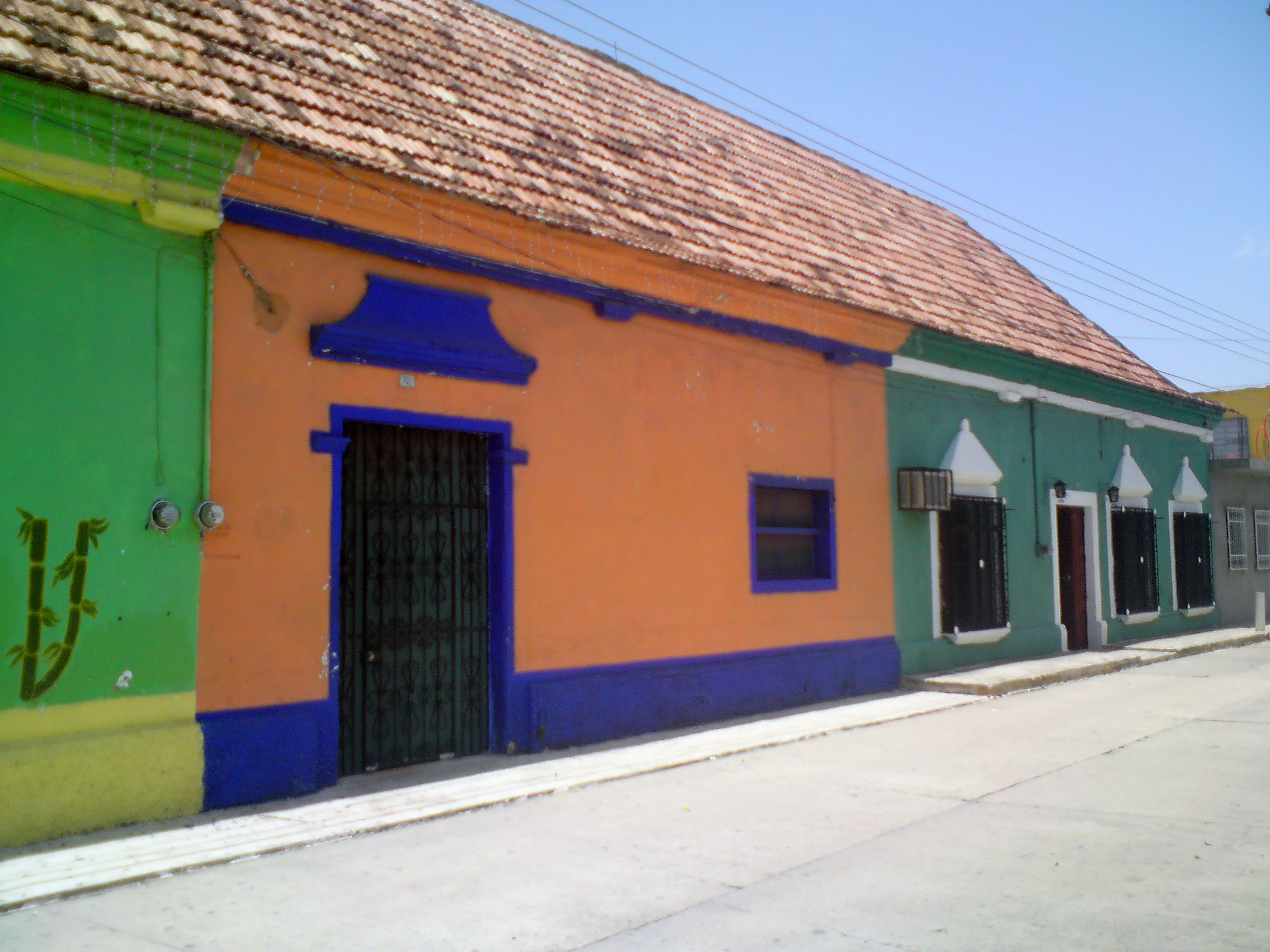
Casas antiguas del centro de Jonuta.

El 13 de abril de 1866 el coronel Gregorio Méndez se concentra en Tepetitán con el fin de preparar un ataque sorpresa a la villa de Jonuta en poder de los imperialistas, y el 15 de abril de ese año, inicia el sitio a la villa de Jonuta. Dos días después, el 17 de abril, se rinden los imperialistas dejando como botín de guerra 3 cañones, 14 cajas de parque, 150 fusiles y 1 bandera. Sin embargo, el 4 de mayo la villa de Jonuta es tomada nuevamente por los imperialistas franceses.
El 11 de agosto de 1866, Diego Oncay, comandante imperialista del ejército intervencionísta francés, de la guarnición de la villa de Jonuta, se subleva y se pone a disposición del gobierno del estado, su adhesión es aceptada. Esto provoca que a finales de agosto de ese año, los imperialistas franceses ataquen nuevamente la villa de Jonuta logrando recuperarla, sin embargo la abandonan a los cuatro días después de saquearla completamente.
El 19 de septiembre de 1866, Juan Ferré, jefe de las armas en Jonuta, y los señores J. Silverio Cáceres, M. Ocampo y José del C. Garrido, entre otros, informan al gobierno del estado sobre la ruina y miseria en que dejaron esta población los jefes franco traidores.

#### Creación del municipio
El 22 de diciembre de 1883 se crea el municipio de Jonuta, y se nombra a la villa de Jonuta como su cabecera municipal.

#### Época revolucionaria
Aunque la lucha revolucionaria en Tabasco se desarrolló principalmente en la Chontalpa y la capital del estado, en 1914 se alzó en armas en la región de los Ríos el general Luis Felipe Domínguez quien conformó la llamada Brigada Usumacinta y tomó Balancán, Montecristo y Jonuta. 
Posteriormente, en 1918 y debido a desacuerdos con el general revolucionario Carlos Greene, a quien Luis Felipe Domínguez acusó de haber triunfado en unas elecciones fraudulentas, se desató nuevamente la violencia, y Domínguez se declaró en rebeldía y junto con Diputados afines a él, se trasladó a Jonuta, y en Amatitan se instaló un Congresdo discidente, y Luis Felipe Domínguez fue elegido "Gobernador de Tabasco" el 9 de marzo de 1919, esto provocó que existieran en Tabasco dos gobernadores y dos Congresos estatales.
El Congreso dominguísta sesionó en Jonuta durante varios meses, nombrando a 2 "Gobernadores" más: Esteban Abreu Domínguez del 10 de marzo al 14 de septiembre, y Francisco Castellanos Díaz del 14 al 17 de septiembre de 1919, hasta que ese mes, el general Carlos Greene logró el reconocimiento del Presidente Venustiano Carranza y con la ayuda de Tomás Garrido Canabal, derrotó a los dominguístas.

#### Época moderna
Durante la persecución religiosa desatada en Tabasco por el gobernador Tomás Garrido Canabal, en 1929, la iglesia del Cristo Negro o Señor de la Salud ubicada en la villa de Jonuta, es destruida por los anticlericales garridistas. Y en 1939 se construye en la villa una pista aérea.
En 1956 el Congreso del Estado, emite un decreto por el que la villa de Jonuta se eleva a categoría de ciudad. Y en 1985 se inaugura el "puente Jonuta" sobre el río Usumacinta, quedando por fin la cabecera municipal comunicada permanentemente vía terrestre con el resto del estado.

## Población

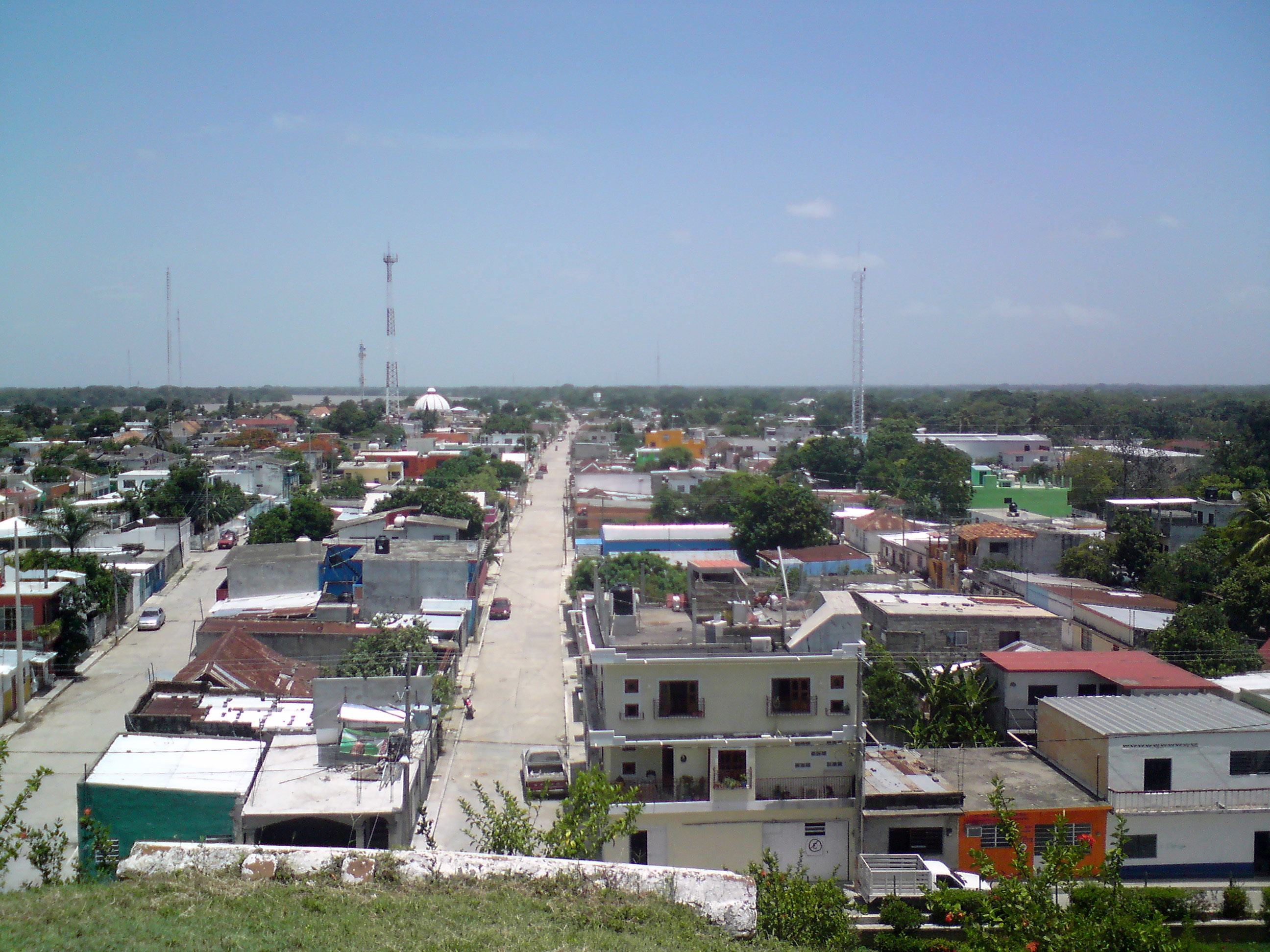
Panorámica de la ciudad de Jonuta desde la pirámide de "El Cuyo".

Cuenta con 7387 habitantes lo que representa un incremento promedio de 0.70% anual en el período 2010-2020 sobre la base de los 6899 habitantes registrados en el censo anterior. Ocupa una superficie de 2.393 km², lo que determina al año 2020 una densidad de 3086 hab/km².
| Gráfica de evolución demográfica de Jonuta entre 2000 y 2020      |
|                                                                   |
| Fuente: Instituto Nacional de Estadística Geografía e Informática |

En el año 2010 estaba clasificada como una localidad de grado bajo de vulnerabilidad social.
La población de Jonuta está mayoritariamente alfabetizada (3.45% de personas analfabetas al año 2020) con un grado de escolarización en torno a los 10 años. El 1.58% de la población es indígena.

## Infraestructura
La ciudad cuenta con calles pavimentadas con concreto, central de autobuses, taxis y transportes suburbanos, servicio de energía eléctrica, agua potable, alcantarillado y drenaje, alumbrado público, servicio de telefonía pública, convencional y celular, rastro, parques y jardines.

## Comercio
Cuenta con tiendas de abarrotes, farmacias, tiendas de ropa, fondas, mercado público, talabarterías y talleres de fibra de vidrio en donde se fabrican lanchas y cayucos.

## Comunicaciones

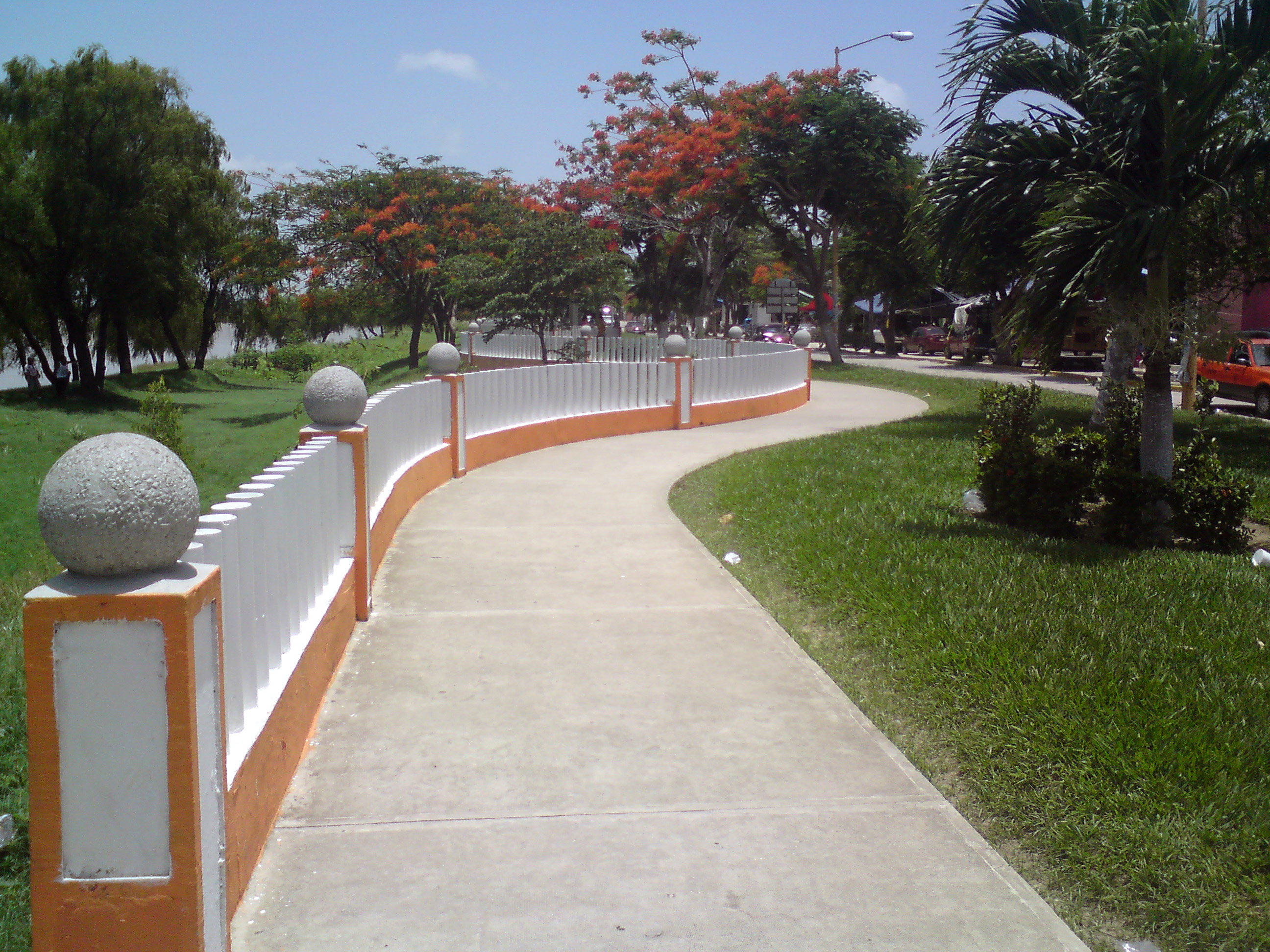
Malecón de la ciudad de Jonuta.

La ciudad de Jonuta, se localiza a 145 km al noreste de la ciudad de Villahermosa, capital del estado, y se puede llegar por vía terrestre a través de la carretera Ciudad Pemex-Jonuta.
También se comunica con la capital del estado, por la carretera federal n.º 186 Villahermosa-Chetumal, hasta el entronque "Zapatero" en el km 101 y de ahí por la carretera interestatal Zapatero-Jonuta recorriendo 45 km.
Existe también la carretera interestatal Jonuta-Palizada-San Joaquín, que comunica a Jonuta con las poblaciones de Campeche.

## Turismo

### El Cuyo
El atractivo principal de la ciudad lo constituye el montículo llamado "El Cuyo" el cual fue una pirámide de la ciudad maya de Xonuta y está ubicado justo en el centro de la ciudad actual. A este montículo de tierra se puede acceder por medio de una escalera de cemento que lleva hasta la cima del montículo y desde donde se puede apreciar una vista panorámica de la ciudad.

### Museo Arqueológico de Jonuta
Otro de los atractivos turísticos de la ciudad es el "Museo Arqueológico de Jonuta". ubicado en la calle Hidalgo N° 415 de la cabecera municipal, distribuido en dos niveles:
Planta baja
Que constituye una gran sala donde se muestra una serie de paneles explicativos conteniendo mapas arqueológicos de Tabasco, mapas antiguos del estado, mapas de antiguas rutas comerciales, así como diversos aspectos de la cultura maya: organización política, religión, arquitectura, ciencia, escritura, calendario y economía. En la misma sala se encuentran vitrinas que contienen una variedad de muestras de cerámicas, figurillas zoomorfas y antropomorfas; además se exhiben objetos hallados en la zona pero procedentes de otras regiones, que prueban el intenso comercio que se tuvo con otros pueblos y culturas. 
Planta alta
Consta de cuatro espacios, en el primero se exhibe un cañón de manufactura francesa dejado por los invasores cuando fueron expulsados de Jonuta, un rifle de la época revolucionaria, una prensa para hacer balas, un alambique, un molino de mano, una cámara fotográfica y herramientas para tejer camas y cayucos. En el segundo espacio hay una recámara antigua con mobiliarios austríacos, ropero, reloj, espejo y una máquina de coser. En la tercera área hay un consultorio antiguo con implementos médicos de la época (fines del siglo XIX y principios del XX). 
La mayoría de las piezas que se exhiben en este museo fueron donadas por el profesor Omar Huerta Escalante, conocido y estimado en la comunidad por su labor de rescate del patrimonio arqueológico jonutense.

### Playón del Usumacinta
Otro atractivo turístico de la ciudad, lo constituye el "Playon del Usumacinta" el cual en Semana Santa es muy visitado por bañistas locales quienes se deleítan bañándose en las aguas del río.

### Torneos de pesca deportiva
También en diferentes fechas del año se llevan a cabo torneos de pesca en las caudalosasa aguas del río Usumacinta el cual pasa a un costado de la ciudad.

## Fiestas y tradiciones
Feria municipal
Se lleva a cabo por lo general entre el 25 y el 30 de mayo de cada año, en la cabecera municipal se colocan juegos mecánicos, stand de diferentes comunidades en donde muestran sus principales productos, también hay fuegos pirotécnicos, palenque de gallos y corridas de caballos, así como exposición ganadera.
Fiesta del Señor de la Salud

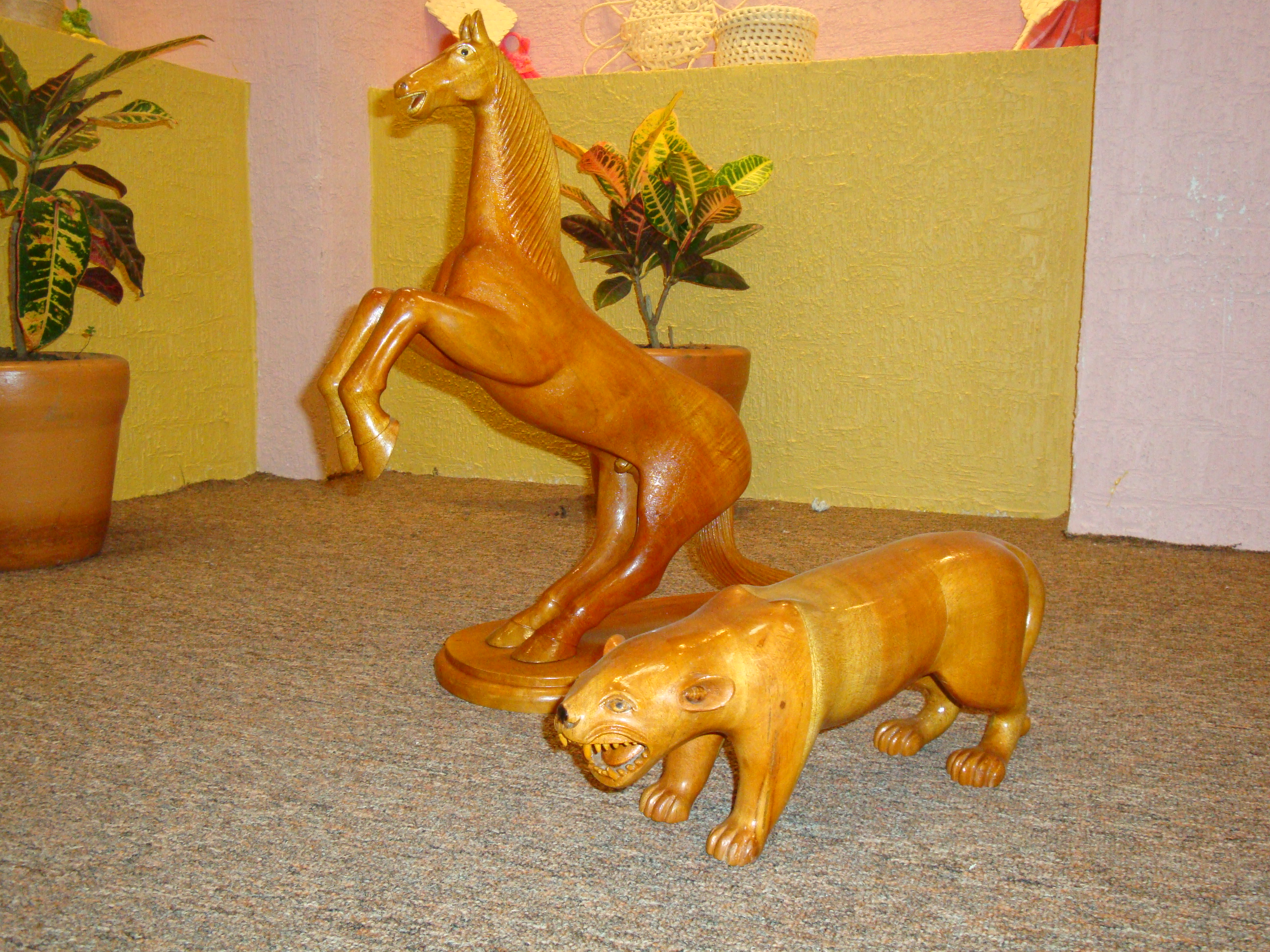
Figuras talladas en madera, artesanía típica del municipio de Jonuta.

Fiesta religiosa que se realiza cada año dando inicio el 16 de mayo con la bajada solemne del Señor de la Salud, el 25 de mayo hace que el patrón del pueblo recorra el río Usumacinta del pueblo de Jonuta, culminando la fiesta con el recorrido por las calles y la subida solemne el 31 de mayo.
Carnaval
El carnaval de Jonuta inicia el 20 de enero con la tradicional "pintadera".

### Artesanías
La constituyen principalmente trabajos de talabartería, alfarería, canastos y sombreros tejidos con bejucos de la región.